# Finland op het Eurovisiesongfestival 1994
Finland nam in 1994 deel aan het Eurovisiesongfestival in Dublin, Ierland. Het was de drieëndertigste deelname van het land op het festival. Het land werd vertegenwoordigd door CatCat met het lied Bye Bye Baby.

## Selectieprocedure
De finale werd gehouden in Tampere-Talo in Tampere.
In totaal deden tien artiesten mee aan deze nationale finale.
De winnaar werd aangeduid door het aanwezige publiek.
| Volgorde | Artiest         | Lied                     | Punten | Plaats |
| -------- | --------------- | ------------------------ | ------ | ------ |
| 1        | Tarja Lunnas    | Kuka tykkää suukoista    | 13857  | 4de    |
| 2        | Dario           | Ateljee                  | 6009   | 9de    |
| 3        | Sari Sakki      | Jäisit mun luo           | 6809   | 8ste   |
| 4        | Indiana         | Hän lähtee tänään        | 7738   | 6de    |
| 5        | Rio             | Rakkauden tiellä         | 13633  | 5de    |
| 6        | Janita          | Enkeli                   | 14646  | 3de    |
| 7        | CatCat          | Bye Bye Baby             | 25834  | 1ste   |
| 8        | Susanne Sonntag | En dans på livets vågor  | 17348  | 2de    |
| 9        | Tauski Peltonen | Seitsemänteen taivaaseen | 6003   | 10de   |
| 10       | Marina Sigrids  | Lyft mig upp             | 7445   | 7de    |

## In Dublin
Op het Eurovisiesongfestival zelf trad Finland als tweede van 25 deelnemers aan, na Zweden en voor Ierland. Aan het einde van de puntentelling stond Finland op een 22ste plaats met 11 punten.
België deed niet mee in 1994 en Nederland gaf geen punten aan de Finse inzending.

### Gekregen punten

#### Finale
| 12 punten | 10 punten     | 8 punten | 7 punten | 6 punten                |
| --------- | ------------- | -------- | -------- | ----------------------- |
|           | - Griekenland |          |          |                         |
| 5 punten  | 4 punten      | 3 punten | 2 punten | 1 punt                  |
|           |               |          |          | - Bosnië en Herzegovina |

### Punten gegeven door Finland

#### Finale
Punten gegeven in de finale:
| 12 punten | Hongarije             |
| 10 punten | Cyprus                |
| 8 punten  | Polen                 |
| 7 punten  | Ierland               |
| 6 punten  | Malta                 |
| 5 punten  | Portugal              |
| 4 punten  | Griekenland           |
| 3 punten  | Duitsland             |
| 2 punten  | Bosnië en Herzegovina |
| 1 punt    | IJsland               |

1961 · 1962 · 1963 · 1964 · 1965 · 1966 · 1967 · 1968 · 1969 · 1970 · 1971 · 1972 · 1973 · 1974 · 1975 · 1976 · 1977 · 1978 · 1979 · 1980 · 1981 · 1982 · 1983 · 1984 · 1985 · 1986 · 1987 · 1988 · 1989 · 1990 · 1991 · 1992 · 1993 · 1994 · 1995 · 1996 · 1997 · 1998 · 1999 · 2000 · 2001 · 2002 · 2003 · 2004 · 2005 · 2006 · 2007 · 2008 · 2009 · 2010 · 2011 · 2012 · 2013 · 2014 · 2015 · 2016 · 2017 · 2018 · 2019 · 2020 · 2021 · 2022 · 2023 · 2024 · 2025